# نادي رينو 1868
نادي رينو 1868 (بالإنجليزية: Reno 1868 FC)‏ هو فريق كرة قدم أسس سنة 2015 في مدينة رينو، نيفادا ويلعب هذا الفريق في بطولة الدوري الأمريكي.